# Colletes thoracicus
Colletes thoracicus är en solitär biart som beskrevs av Smith 1853. Den ingår i släktet sidenbin och familjen korttungebin. Inga underarter finns listade i Catalogue of Life.

## Beskrivning
Arten är relativt stor för att vara ett sidenbi, honan har en kroppslängd av 12 till 14 mm, hanen 10 till 13 mm. Huvud och mellankropp har ljus päls, som övergår till gulbrun på mellankroppens ovansida. Bakkroppen är svart; de ljusa hårband som brukar finnas på sidenbinas bakkropp saknas nästan helt hos honan, medan hanen har tunna, vita hårband i bakkanterna på tergiterna (ovansidans bakkroppssegment).

## Ekologi
Arten är polylektisk, den besöker flera olika blommande växter, som flockblommiga växter (Osmorhiza), ärtväxter (sötväpplingssläktet), korsblommiga växter (kålsläktet), järneksväxter (järnekar), solvändeväxter (Hudsonia), ljungväxter (Gaylussacia och blåbärssläktet), rosväxter (plommonsläktet, apelsläktet, häggmispelsläktet, aroniasläktet och hallonsläktet) samt videväxter (videsläktet) Flygtiderna varierar beroende på geografisk lokalisering; i södra delen av utbredningsområdet (Florida) är de så tidiga som januari till februari, längre norrut mars till juni.

## Utbredning
Utbredningsområdet omfattar östra USA från Minnesota till New York i norr, och söderut till Texas och Florida.